# Paralisia do olhar conjugado
Paralisias do olhar conjugado são transtornos neurológicos que afetam a capacidade de mover ambos os olhos na mesma direção. Estas paralisias podem afetar o olhar na direção horizontal ou vertical, nesta última para cima ou para baixo.